# 福井裕佳梨の福袋
福井裕佳梨の福袋（ふくいゆかりのふくぶくろ）は、ラジオ大阪V-STATION内で2007年4月8日から同年9月30日まで放送されたラジオ番組である。また、ラジオ日本においても、同じ週の月曜日に放送されていた（1日遅れ）。ラジオ日本は当初はラジオ大阪より1週少ない同年9月24日終了と番組内で告知されていたが、後に訂正されラジオ大阪と同じ放送回である10月1日に終了した。

## 放送時間
- ラジオ大阪 - 日曜22:00 - 22:30
- ラジオ日本 - 月曜26:30 - 27:00（1日遅れ）

## パーソナリティ
- 福井裕佳梨

## ゲスト
- 津田健次郎(#8、2007年5月27日ラジオ大阪放送分)

ラジオ大阪で土曜日の23:30-24:00に放送されている津田健次郎・木内秀信 夜のチラリズムの番組乱入企画の一環としてゲストに登場。福井と津田はSaint Octoberで共演している。

## コーナー
- オープニング

福井本人が季節に応じてさまざまな音を言っていた。
オープニング曲としては「VOICE OF SILENCE」または「アシタハハレルヨ」が流れていた（いずれも福井裕佳梨のCD「未知なる場所へ」に収録）。ちなみに、毎回オープニング曲、エンディング曲は本人から曲名が告知される。
- お便りのコーナー

いわゆる「ふつおた」のコーナー。
お便りのコーナーの後、曲をワンコーラス流していた。福井に関係した曲として、ゴスロリ少女探偵団の曲など、アニメSaint Octoberに関連した曲が多かったが、9月23日ラジオ大阪放送分で初めてSaint October以外の曲が流れた（その時流れたのは福井が歌っているRain of love）。
- あなたに喝！（＊）

リスナーが福井に活を入れて欲しいことを送り、それに対し福井が活を入れるコーナー。
- 社会派ゆかりん（＊）

リスナーから募った社会問題の解決策をゆかりんこと福井が提案するコーナー。
- フリースペース

特にコーナー名は設けていない。
内容としては、さだまさしやグレープの曲を流すコーナーであった。
コーナー開始時には福井がこの日に流す曲名を言い、その曲の一小節を読み上げる。
曲自体はほぼフルコーラスで流れるが、時間の関係でワンコーラスの時もあった。
- エンディング

「未知なる場所へ」（いずれも福井裕佳梨の同名のCDに収録）が流れていた。
ワンコーラス聞いてからエンディングに入る時もあった。
仕事情報などの近況もエンディングで述べられた。
- （＊）「あなたに喝！」のコーナーと「社会派ゆかりん」のコーナーは隔週ごとに放送されていた。なお、フリースペースのコーナーは告知等の関係で数回ない時があった。